# Панамо-Калифорнийская выставка
Панамо-Калифорнийская выставка (англ. Panama-California Exposition) — международная выставка, проходившая в Сан-Диего, Калифорния, США, в 1915—1917 годах в парке Бальбоа (англ. Balboa Park). Была посвящена завершению строительства Панамского канала и представляла город Сан-Диего как первый порт США для захода кораблей, идущих из канала на север.

## История
Начиная с 9 июля 1909 года президент торгово-промышленной палаты Сан-Диего и местный бизнесмен Гилберт Дэвидсон (англ. Gilbert Aubrey Davidson) предлагал создать экспозицию в честь завершения строительства Панамского канала. Правительство США колебалось в утверждении этой выставки, так как одновременно планировалась Панамо-Тихоокеанская международная выставка в Сан-Франциско, который в 10 раз был многочисленнее Сан-Диего. Но в сентябре 1909 года выставка была утверждена, и была образована компания The Panama-California Exposition Company, совет директоров который возглавили президент США Улисс Грант и вице-президент John Diedrich Spreckels. После того, как Грант в ноябре 1911 года ушёл в отставку, совет возглавил полковник David Charles Collier. Он активно включился в работу, но в начале марта 1914 года из-за возникших личных финансовых проблем ушёл в отставку и был заменён Дэвидсоном, к которому присоединилось несколько новых вице-президентов.

### Экспозиция
Официально архитектором выставки был назначен Джон Говард (англ. John Galen Howard). Однако с ним возникли разногласия и 27 января 1911 года был выбран нью-йоркский архитектор Бертрам Гудхью (англ. Bertram Goodhue), который себе в помощники взял Ирвина Гилла (англ. Irving Gill). В сентябре 1911 года Гилл ушёл в отставку и был заменен на Карлтона Уинслоу (англ. Carleton Winslow), известного ландшафтного архитектора. Экспозиция занимала порядка 640 акров на территории нынешнего Balboa Park. До этого данное место было достаточно диким и неухоженным. Дэвидсон предложил план благоустройства этой территории, которая во время строительства была названа в честь испанского конкистадора Васко Нуньеса де Бальбоа, который основал первый европейский город в Америке и вышел к Тихому океану, пересёкши североамериканский континент. Гудхью и Уинслоу выбрали дизайн зданий в стиле испанского барокко, с элементами персидского и неомавританского стилей и с использованием чурригереско. Это было в новинку для выставок того времени, проходивших в США и Европе и носивших неоклассический стиль. Церемония закладки первого камня состоялась 19 июля 1911 года. Строительство первого здания — администрации, началось в ноябре 1911 года и завершилось в марте 1912. Граждане, желающие посетить строительство, могли это сделать по билетам ценой в $0,25 ($6 на сегодня).

### Открытие и посетители

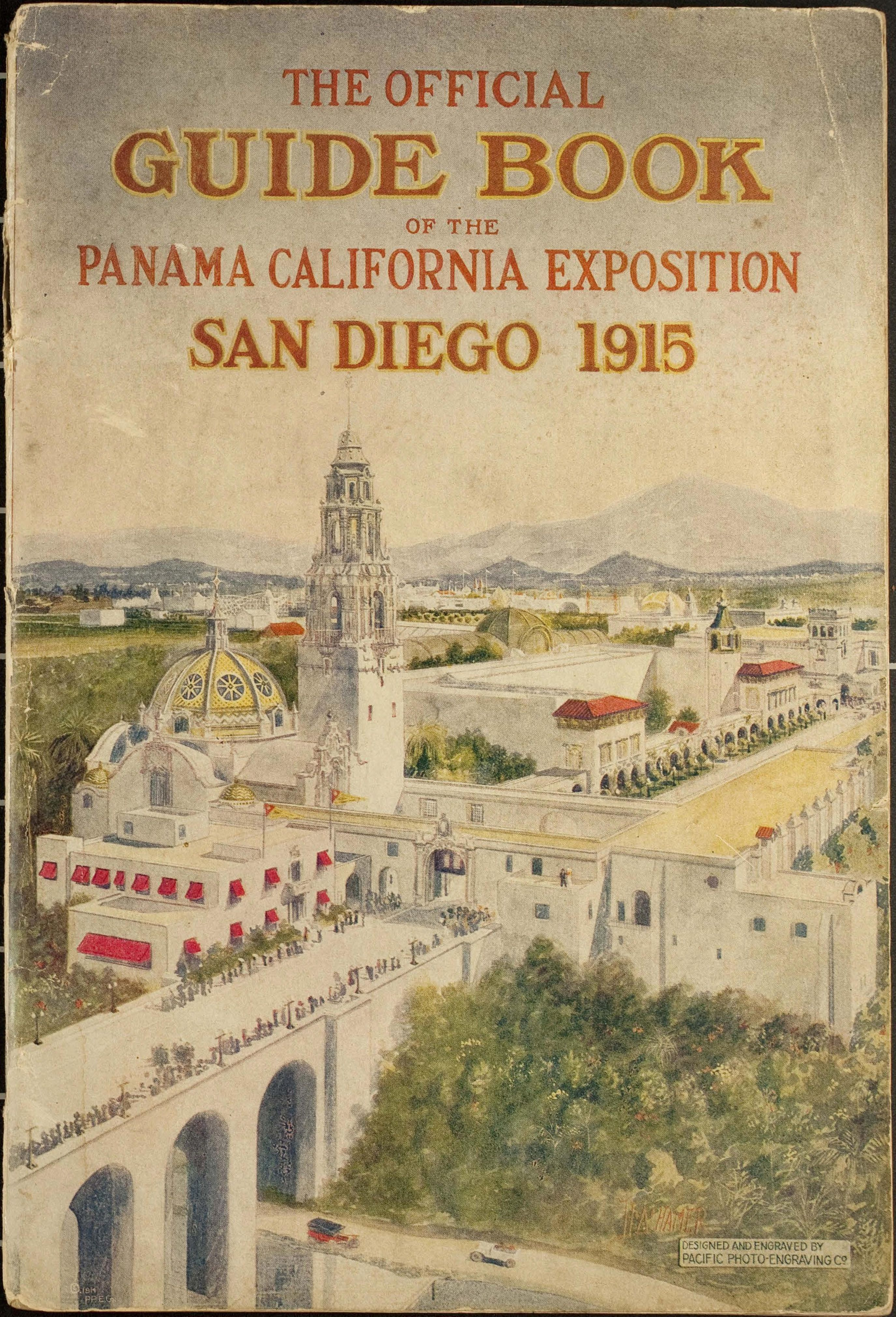
Путеводитель по выставке

В полночь (по местному времени в Сан-Диего) 31 декабря 1914 года президент США Вудро Вильсон торжественно нажал кнопку телеграфа в Вашингтоне, округ Колумбия, чтобы открыть выставку. Включилось электропитание, зажглись фонари в парке и воздушный шар, находящийся на высоте 1500 футов над парком. В близлежащем форте Fort Rosecrans и на военных кораблях в заливе Сан-Диего был дан салют.
Стоимость входа для взрослых составила $0,50 ($12 сегодня) и $0,25 ($6 сегодня) — для детей. По разным источникам в первый день выставку посетило от 31 836 до 42 486 человек. К концу первого месяца её работы ежедневная посещаемость составила 4783 человек. В июле 1915 года общая посещаемость достигла миллиона человек.
Среди знатных гостей Панамо-Калифорнийской выставки были: вице-президент Томас Маршалл, государственные секретари Уильям Брайан и Франклин Рузвельт, бывшие президенты Уильям Тафт и Теодор Рузвельт, изобретатель Томас Эдисон, автомобильный магнат Генри Форд. Попытка сделать Сан Диего известным на карте в США удалась. Даже Колокол Свободы появился на выставке в ноябре 1915 года. В конце этого года количество посетителей было более двух миллионов и выставка получила прибыль в размере $56 570 ($1 323 254 сегодня).

### Заключение
В 1916 году Панамо-Калифорнийская выставка была переименована в Международную Панамо-Калифорнийскую выставку, так как на ней появились экспоненты из других стран — Бразилии, Канады, Франции, Германии, Италии, Нидерландов, России, и Швейцарии. Большинство из них появились после закрытия 4 декабря 1915 года Панамо-Тихоокеанской международной выставки, так как не могли вернуться в Европу из-за начавшейся Первой мировой войны. Для этого пришлось провести небольшую перепланировку существующей экспозиции.
Выставка California Pacific International Exposition, проведённая на этом месте в 1935 году, была тоже популярна — многие здания были перестроены чтобы стать постоянными павильонами, некоторые из них используются и в настоящее время (в качестве театров и музеев). В начале 1960-х годов разрушение нескольких зданий и замена их на современные вызвало волну возмущения жителей города. В 1967 году они образовали комитет Committee of One Hundred, чтобы защитить и сохранять выставочные сооружения и требуя объявить их Национальным историческим памятником. В конце 1990-х годов наиболее пострадавшие и сгоревшие здания были перестроены, сохранив свой оригинальный стиль.